# یکاترینا ماکسیمووا
یکاترینا ماکسیمووا (انگلیسی: Ekaterina Maximova; ۱ فوریهٔ ۱۹۳۹ – ۲۸ آوریل ۲۰۰۹) رقصندهٔ باله برجسته اهل روسیه بود. او به عنوان یکی از درخشان‌ترین ستارگان باله بولشوی شناخته می‌شود و به خاطر ظرافت، بیانگری و تکنیک بی‌نقص در اجراهایش مورد تحسین قرار گرفته است.
وی همچنین برندهٔ جوایزی همچون جایزه دولتی برادران واسیلیف، هنرمند مردمی جمهوری شوروی فدراتیو سوسیالیستی روسیه، جایزه دولتی اتحاد شوروی، نشان لنین، جایزه هنرمند مردمی اتحاد جماهیر شوروی، نشان دوستی خلق، و نشان پرچم سرخ کار شده است.

## اوایل زندگی و آموزش
ماکسیمووا در مسکو متولد شد و از سنین کودکی استعداد خود را در رقص نشان داد. او در مدرسهٔ باله بولشوی تحت تعلیم گالینا اولانوا آموزش دید و به سرعت به یکی از شاگردان برجستهٔ این آکادمی تبدیل شد.

## دوران حرفه‌ای
ماکسیمووا در سال ۱۹۵۸ به باله بولشوی پیوست و به سرعت به عنوان یک سولیست درخشان شناخته شد. او در طول دوران حرفه‌ای خود، نقش‌های کلاسیک برجسته‌ای را ایفا کرد، از جمله:
- دریاچهٔ قو – در نقش اودت / اودیل
- ژیژل – در نقش ژیژل
- فندق‌شکن – در نقش کلارا
- رومئو و ژولیت – در نقش ژولیت

او در بسیاری از اجراهای خود با همسر و شریک هنری‌اش، ولادیمیر واسلیف، همکاری داشت که یکی از افسانه‌ای‌ترین زوج‌های باله در تاریخ محسوب می‌شوند.

## موفقیت‌ها و افتخارات
ماکسیمووا در طول حرفهٔ خود جوایز متعددی دریافت کرد، از جمله:
- هنرمند مردمی اتحاد جماهیر شوروی
- جایزه دولتی اتحاد جماهیر شوروی
- نشان لنین
- نشان دوستی خلق

او به دلیل سبک ظریف، قدرت نمایشی و اجرای تأثیرگذارش مورد تحسین تماشاگران و منتقدان باله قرار گرفت.

## سال‌های پایانی و میراث
پس از بازنشستگی از صحنهٔ اجرا، ماکسیمووا به تدریس و مربی‌گری پرداخت و به تربیت نسل جدید رقصندگان باله در مسکو مشغول شد. او تا پایان عمر خود در توسعهٔ هنر باله نقش داشت.
یکاترینا ماکسیمووا یکی از بزرگ‌ترین بالرین‌های قرن بیستم بود که با ظرافت، احساسات قوی و تکنیک درخشانش به یاد آورده می‌شود. میراث او همچنان در دنیای باله کلاسیک زنده است.